# جفری تویز
جفری تویز (انگلیسی: Geoffray Toyes؛ زادهٔ ۱۸ مهٔ ۱۹۷۳) بازیکن فوتبال سابق اهل فرانسه است.
از باشگاه‌هایی که در آن بازی کرده‌است می‌توان به باشگاه فوتبال بوردو، باشگاه فوتبال متس، و باشگاه فوتبال نانسی اشاره کرد.
وی همچنین در تیم ملی فوتبال فرانسه بازی کرده‌است.